# Bãi Sậy
Bãi Sậy là một địa danh lịch sử tại tỉnh Hưng Yên, Việt Nam. Nơi đây từng là vùng căn cứ của nghĩa quân Bãi Sậy chống quân Pháp xâm lược từ năm 1883 đến 1892.

## Lịch sử
Dưới thời Tự Đức, đê Văn Giang vỡ 18 năm liên tiếp. Cả một vùng rộng lớn Khoái Châu, Văn Giang, một phần Yên Mỹ, một phần Mỹ Hào, nước ngập mênh mông. Nhân dân trong vùng vừa chết đói, vừa ly tán đi nơi khác, làng xóm, đồng ruộng phì nhiêu thành bãi lau sậy, có chỗ cao tới ba thước. Do đó, mới có tên gọi là Bãi Sậy.
Năm 1883, Đinh Gia Quế một võ quan nhỏ của triều Nguyễn, vì bất mãn triều đình hèn nhát trước quân Pháp xâm lược, đã bỏ về quê nhà, chiêu mộ nghĩa quân kháng Pháp. Ông tự xưng là Đổng quân vụ, nên còn được gọi là Đổng Quế, lấy vùng Bãi Sậy làm căn cứ chính. Các nhóm nghĩa quân dưới quyền Đổng Quế đóng rải rác khắp các làng trong vùng Bãi Sậy. Tổng hành dinh nghĩa quân Bãi Sậy là đồn Thọ Bình (nay thuộc xã Tân Dân, huyện Khoái Châu). Ngoài ra, các thủ lĩnh nghĩa quân còn gặp nhau tại đền Hóa để cùng họp bàn.
Sau khi Đổng Quế qua đời, nghĩa quân Bãi Sậy được đặt dưới quyền thống lãnh của Nguyễn Thiện Thuật. Phong trào tiếp tục cho đến tận năm 1892 mới hoàn toàn tan rã.
Cũng trong thời điểm đó, chính quyền thực dân Pháp, tăng cường chính sách đê điều, dần khống chế được nạn vỡ đê. Vùng Bãi Sậy dần biến mất, ngày nay chỉ còn lại vài dấu tích.